# East Canton
East Canton és una població dels Estats Units a l'estat d'Ohio. Segons el cens del 2000 tenia 1.629 habitants.

## Demografia
Segons el cens del 2000, East Canton tenia 1.629 habitants, 664 habitatges, i 470 famílies. La densitat de població era de 472,9 habitants per km².
Dels 664 habitatges en un 30,3% hi vivien nens de menys de 18 anys, en un 53,8% hi vivien parelles casades, en un 13% dones solteres, i en un 29,1% no eren unitats familiars. En el 24,2% dels habitatges hi vivien persones soles el 8,3% de les quals corresponia a persones de 65 anys o més que vivien soles. El nombre mitjà de persones vivint en cada habitatge era de 2,45 i el nombre mitjà de persones que vivien en cada família era de 2,9.
Per edats la població es repartia de la següent manera: un 22,8% tenia menys de 18 anys, un 10,1% entre 18 i 24, un 29,7% entre 25 i 44, un 24,1% de 45 a 60 i un 13,3% 65 anys o més.
L'edat mediana era de 38 anys. Per cada 100 dones de 18 o més anys hi havia 92,2 homes.
La renda mediana per habitatge era de 40.756 $ i la renda mediana per família de 43.796 $. Els homes tenien una renda mediana de 34.286 $ mentre que les dones 21.458 $. La renda per capita de la població era de 17.904 $. Aproximadament el 5,9% de les famílies i el 8,1% de la població estaven per davall del llindar de pobresa.

## Poblacions més properes
El següent diagrama mostra les poblacions més properes.